# Осборн, Джоан
Джоан Элизабет Осборн (англ. Joan Elizabeth Osborne; 8 июля 1962, Анкоридж, Кентукки, США) — американская певица и автор песен. Наиболее известна благодаря песне One of Us, а также известна по работе с музыкантами группы The Dead.

## Биография
Джоан Осборн родилась в семье, строго соблюдающей католические традиции, и до 10 лет регулярно посещала мессы. В дальнейшем это оказало серьёзное влияние на творчество Джоан.
В конце 80-х годов Джоан Осборн приехала в Нью-Йорк, где создала собственный звукозаписывающий лейбл Womanly Hips, на котором выпустила свой дебютный альбом Soul Show.
Затем заключила договор с лейблом Mercury Records. Её второй (но первый значимый) альбом Relish (Склонность) (1995) стал хитовым благодаря синглу One of us. Данная вещь по стилистике относится к поп-року, тогда как в других чувствовалось влияние кантри, блюза и фолк-рока. Другие песни данного альбома — такие как Right Hand Man и St. Teresa оказались гораздо менее популярными. Тем не менее альбом получил премию Грэмми и стал трижды платиновым. One of us достиг пятой позиции американского чарта. В лирике альбома нашло выражение интереса Джоан к религиозным вопросам (Музыка — это разновидность молитвы — неоднократно говорила певица): песня St. Teresa посвящена её любимой католической святой Терезе. Религиозной тематике посвящена и главная песня альбома.
Её аудитория значительно выросла после её участия в Lilith Fair, после чего Джоан стали относить к плеяде таких певиц, как Тори Амос и Сара Маклахлан.
В 2002 году Осборн приняла участие в съёмках документального фильма Standing in the Shadows of Motown, после чего совершила тур с группой The Funk Brothers. Летом 2003 года она и её группа Dixie Chicks в их национальном туре, после чего она присоединилась к группе The Dead в качестве вокалистки и выпустила свой четвёртый альбом, названный How Sweet It Is, представляющий собой собрание каверов классики рок и соул музыки.
В течение 2005 и 2006 годов Джоан Осборн неоднократно выступала с Phil Lesh and Friends. В феврале 2007 она приняла участие в Grand Ole Opry.
В ноябре 2006 года, она выпустила альбом Pretty Little Stranger, который сама охарактеризовала как нэшвиллский. Песня After Jane с этого альбома затрагивает тему лесбийских отношений (до этого в 2003 году в интервью Velvet Park Magazine Осборн сообщила о своей бисексуальности).
В мае 2007 она выпустила альбом Breakfast in Bed, выдержанный в стиле соул. Несколько вещей с этого диска оказались каверами её более ранних работ.

## One of us
Песня One of us (Один из нас) была написана Эриком Базилианом специально для альбома Relish. В её лирике затрагиваются различные аспекты веры в Бога. В названии песни использована фраза из рефрена: What if God was one of us? (Что если бы Бог был одним из нас?) Слушателю предлагается задуматься, какой бы он задал вопрос, если бы встретился лицом к лицу с Богом, не одинок ли Бог на небесах, может быть, Ему даже никто не звонит, кроме Папы Римского.
В видеоклипе, сделанном для песни, использована следующая идея: показан экран с прорезью для лица в фотоателье. В этой прорези появляются лица людей разных возрастов, рас и культурных традиций.
Песня заняла высокие позиции в чартах разных стран и на неё было сделано большое количество каверов. Вместе с этим президент Католической Лиги посчитал, что эта песня близка к «травле католицизма».

## Дискография
- Relish (1995)
- Early Recordings (1996)
- Righteous Love (2000)
- How Sweet It Is (2002)
- One of Us (2005)
- Christmas Means Love (2005)
- Pretty Little Stranger (2006)
- Breakfast in Bed (2007)
- Little Wild One (2008)
- Bring It On Home (2012)
- Love and Hate (2014)
- Songs of Bob Dylan (2017)
- Trouble and Strife (2020)